# Atherigona ruficornis
Atherigona ruficornis este o specie de muște din genul Atherigona, familia Muscidae, descrisă de Stein în anul 1913. Conform Catalogue of Life specia Atherigona ruficornis nu are subspecii cunoscute.